# Katie Bussey
Katie Bussey, född 3 maj 1990, är en amerikansk basketspelare (guard) som spelar i Luleå Basket.